# Rivière des Lacs (Nouvelle-Calédonie)
Pour les articles homonymes, voir Rivière des Lacs.
La rivière des Lacs est une rivière des plateaux du sud de la Nouvelle-Calédonie qui se jette dans le lac de Yaté. Elle s'écoule sur les communes de Yaté et du Mont-Dore (Province Sud).

## Géographie
Ce cours d'eau possède une longueur de 14 km. Il prend sa source sur les versants du sud de la Grande Terre avant de continuer son cours à travers la plaine des lacs pour se jeter dans le lac de Yaté.

### Bassin versant
Le bassin versant possède une altitude moyenne de 294 m et une pente moyenne relativement faible de 8,8 %. Il est recouvert à plus de 79 % de maquis. Les surfaces restantes sont notamment recouvertes de végétation dense (13 %).
Le sous-sol du bassin versant est composé à presque 98 % de terres et d’altérites.

### Organisme gestionnaire
L'organisme gestionnaire est la DAVAR ou direction des affaires vétérinaires, alimentaires et rurales, par son service de l'eau créée en 2012, avec deux pôles le PPRE pôle de protection de la ressource en eau et le PMERE pôle mesures et études de la ressource en eau,.

## Affluents
- la Creek Pernod (rg[note 2])

## Hydrologie
Son régime hydrologique est dit pluvial tropical.

### La rivière des Lacs au Goulet en aval des chutes de la Madeleine
La rivière des Lacs a été observée sur une période cumulée de 49 ans entre 1956 et 2008. Les débits sont mesurés au niveau du "goulet", quelques centaines de mètres en aval des chutes de la Madeleine. Son bassin versant y est de 77 km2.
Le débit moyen annuel ou module du fleuve à cet endroit est de 4,9 m3/s. Cependant, étant donné la grande variabilité des débits journaliers et la forte influences des épisodes de crue sur les valeurs moyennes, cette grandeur est peu représentative de ce que l’on observe fréquemment dans les cours d’eau. Nous y préférerons donc la notion de débit médian pour caractériser les débits habituels des cours d’eau.
Le débit journalier médian caractérise la valeur de débit qui est dépassée en moyenne un jour sur deux et vaut pour la rivière des Lacs 2,7 m3/s.
La rivière des Lacs présente des variations saisonnières de débit bien marquées, avec des crues durant la saison humide (décembre-avril) et un pic important 9,7 m3/s au mois de mars.
Les basses eaux ont lieu lors de la saison sèche (juillet - novembre) en été (juillet à septembre), entraînant une baisse du débit moyen mensuel jusqu'au niveau de 1,3 m3/s au mois d'octobre.

### Étiage ou basses eaux et DCE
Les valeurs d'étiage peuvent descendre très bas avec un DCE médian de 0,38 m3/s et un DCE centennal sec de 0,08 m3/s.

### Crues et temps de concentration
Le débit de la crue annuelle de la rivière des Lacs s'élève à 150 m3/s et la crue décennale à 479 m3/s. La crue centennale, quant à elle, est de 822 m3/s. Le maximum de crue observé l'a été lors du cyclone Anne le 13 janvier 1988. Le débit a été évalué à 921 m3/s.
La pente très faible du bassin versant et la présence de lacs entraîne une réactivité relativement faible aux précipitations. Ainsi le temps de concentration qui reflète la durée qui sépare le maximum de pluie d'un épisode avec le maximum de débit correspondant n'est que de 10 h 30 pour la rivière des Lacs.

### Lame d'eau et coefficient d'écoulement
Le bassin de la rivière des Lacs reçoit annuellement un lame d'eau précipitée moyenne de 2 775 mm/an alors que la lame d'eau écoulée est de 2 120 mm/an. Le coefficient d'écoulement moyen interannuel est ainsi de 72 %.

## Aménagements et écologie
A proximité sont définis :
- la réserve botanique du Pic du Pin
- la réserve botanique du Pic du Grand Kaori